# アマビエ

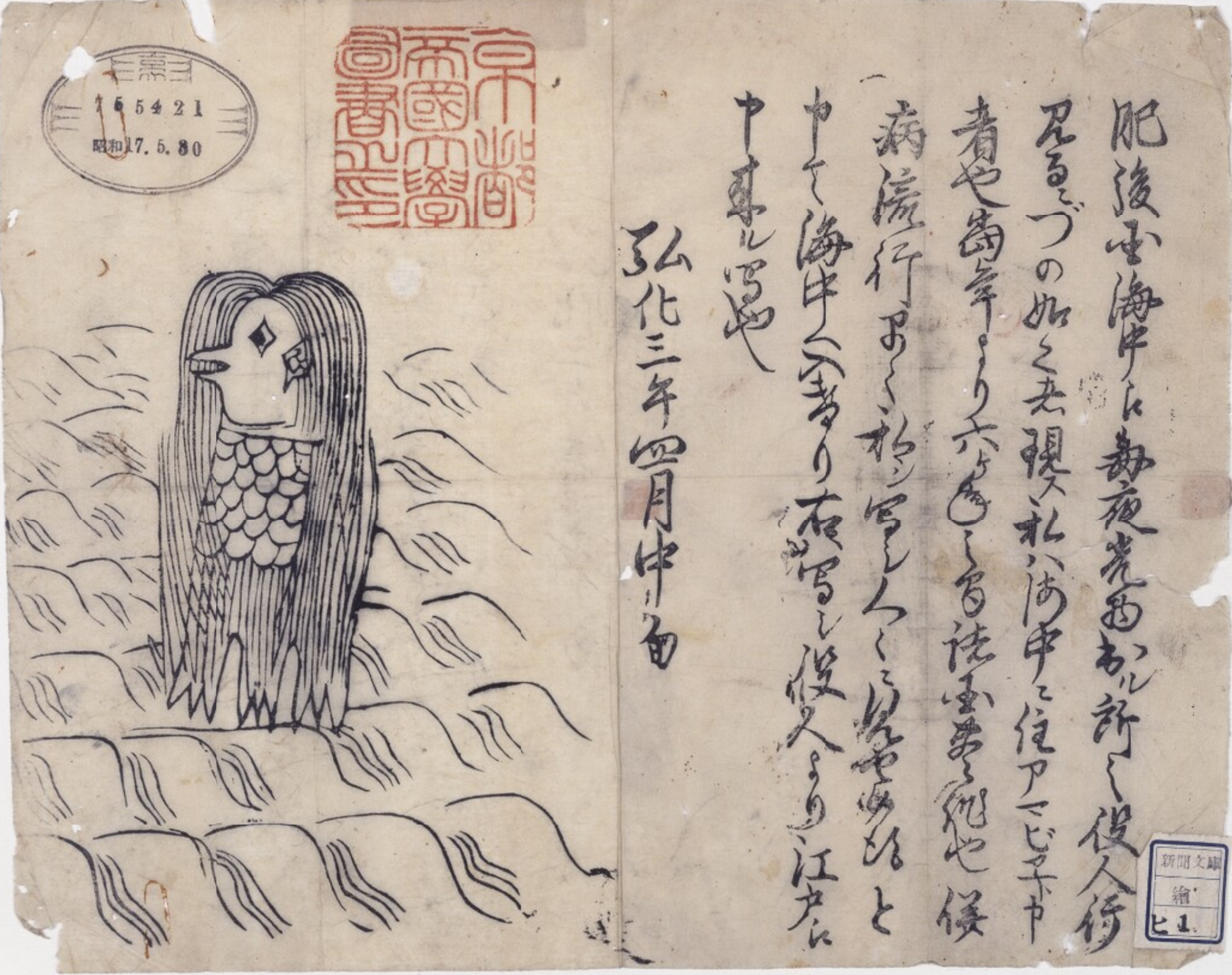
江戸時代後期の弘化3年4月中旬（1846年5月上旬に刊行されたアマビエの木版画。京都大学所有、京都大学附属図書館収蔵。（画像リンク）

アマビエは、1846年5月（弘化3年4月）に現在の熊本県にあたる肥後国海上に出現したとされる日本の疫病封じの妖怪。海中から光を輝かせるなどの現象を起こし、豊作や疫病などに関する予言をしたと伝えられる。
同種と考えられる存在にアマビコやアリエなどがある。

## 概要
江戸時代後期に製作されたとみられる瓦版に類する刷り物に、絵と文とが記されている。肥後国（現・熊本県）の夜ごとに海に光り物が起こったため、土地の役人がおもむいたところ、アマビエと名乗るものが出現し、役人に対して「当年より6ヶ年の間は諸国で豊作がつづく。しかし同時に疫病が流行するから、私の姿を描き写した絵を人々に早々に見せよ。」と予言めいたことを告げ、海の中へと帰って行ったとされる。また、予言をするだけで、疫病の流行を鎮めるかについては言及がない。
瓦版に弘化3年4月中旬（1846年）という記載があることから、その年に出版されたものであると考えられている。姿形については添えられた挿絵（アマビエを目撃したとされる役人がその場で姿を写した「アマビエの絵」が江戸に送られて来ており、その「写し」であると文には書かれている）が存在しているが、本文には「図の如く」（原文「づの如く」）とのみ記載されており、文章による具体的な特徴の描写は無い。
アマビエについての記録の類は、上記1種類の瓦版でしか確認されていない（熊本県にそのような目撃譚や伝説が伝承されて来た事実も確認されていない）が、類似性の高い内容が記載されているアマビコと呼ばれる妖怪の資料群との比較から、アマビコが誤記された例のひとつではないかという説が、1999年に湯本豪一によって指摘されている。姿かたちなどは異なるが、予言と除災という内容を持つほぼ同様な性質で描かれた妖怪たちは、ほかに件、白沢、神社姫、海出人、亀女など数多く存在しており、これらも瓦版や写本などの形で残されており、アマビコやアマビエと大同小異の内容の文章がいっしょにつけられている。

## アマビコとの類似点

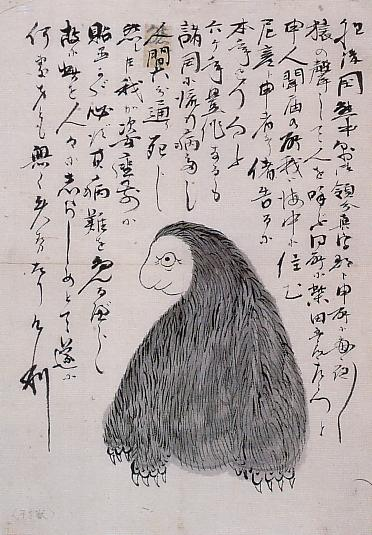
尼彦の肉筆画（明治時代以降のものと考えられている）。湯本豪一所蔵

江戸時代後期から明治中期にかけての資料（瓦版や写本）や新聞記事などに海中からの出現、豊作や疫病の予言、その姿を写した絵による除災、3本以上の脚部を持つ絵姿、「しばた」（柴田または芝田などと表記される）という目撃者などの共通要素を持つアマビコが確認されている。
この資料群は年代の幅が前後に広く、湯本豪一は名称の誤記例としたが、長野栄俊はアマビエをアマビコの一例であるという考えも示しながらも、むしろ人魚系（魚系）の容姿をし（三本足も神社姫という人魚から派生したという湯本説を引用しつつ）アマビエは、アマビコの外見上の”類似性は高くない”と結論付けている。
肥後国の海に出現したとする資料が最も確認例は多く、アマビエを肥後国に出たとする話もこの影響下にあると考えられる。1876年（明治9年）に「尼彦入道」あるいは「アリエ」という名で新聞記事に報道されているアマビコに類する絵札の例でも「肥後国青沼郡」や「肥後国青鳥郡」の海に出現したされている（ただし、そのような郡が実在しないことは報道でも指摘されており、当時としても疑わしい話であると見なされていたと考えられる）。
当時、日本に来航していたマシュー・ペリーによると、フィッシャー（正しくはヨハネス・フレデリック・ファン・オーフェルメール・フィッセル 1800–1848）の著書『日本風俗備考』を引いて、日本人の旺盛な好奇心と器用な漁師への言及として、”猿の上半身と魚と下半身を、普通に調べただけではそれと分からないほどうまくくっつけた”奇妙なしろものを見せ物にした。（中略）”このおかしな生き物は死に際に、あることを言い残したという話をでっちあげた（中略）。それは、大漁の年が数年続くということ、それと並行して、あるいはそのあとに、恐ろしい伝染病が流行るという予言だった。そしてその伝染病を逃れる唯一の方法は、その人魚に似た海の怪物の画像を持つことだったというのである。”　という一文があげられている。この「人魚」が売られたのが、1822年から23年と記述されているため、それより以前のことと思われる。
このほかに、日向国（現・宮崎県）に出たとされる「尼彦入道」の例も1件ある。1875年（明治8年）に報じられた「天日子尊（）」の例は、海ではなく新潟県湯沢町の田んぼに現れたとされる。。このように、名称や細部の内容が異なっていても本文全体の趣旨はほとんど同一のものであり、アマビエもこのような例の一つであったことがわかる。
アマビコの絵はどの例でも大抵奇妙な姿で描かれているが、アマビエの絵に比べると猿に似た、毛の生えた獣のような形で描かれることもある（『越前国主記』の海彦の例などもそれに近い）。またアマビエの文には採用されていないが、あま彦（『青窓紀聞』。天保14年のもの）や尼彦（湯本豪一所蔵）の絵など、肥後国に出たとされるアマビコには「猿の声して人を呼ぶ」など、猿のような声をしていたという点が登場する。アマビエやアマビコの海中出現は神社姫に由来する可能性があるとも指摘されている。

### 山童

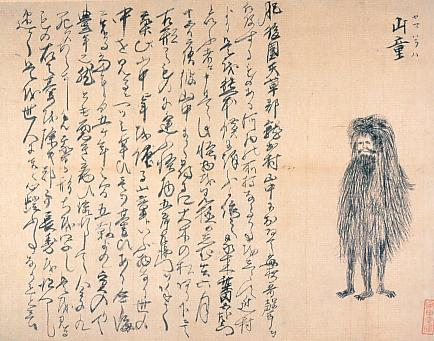
山童（早稲田大学演劇博物館所蔵）

肥後国天草郡の山中に「山童（やまわらわ）」と名乗る妖怪が現われ、「今年から五年間は五穀豊穣だが、悪い病気が流行して多くの人が死ぬ、我が姿を見る者は病をまぬがれて長寿になる」と告げた、という内容の資料（早稲田大学演劇博物館所蔵）も確認されている。この「やまわらわ」のような例は、出現場所が海でなく山の中であるという違いはあるものの、三本足の外観や予言の内容など、共通した特徴があり、湯本豪一はアマビコ、アマビエとの関連性を指摘している。

## 創作でのアマビエ
アマビエは江戸時代に制作された瓦版の一つとして、1970年代以降に写真図版つきで書籍などでしばしば紹介されており、それらを参考資料にした創作の中で用いられている。
2000年代以降は、湯本豪一による他の同趣向の妖怪やアマビコを中心とした新たな資料紹介が続き、2004年に川崎市市民ミュージアムで行われた企画展「日本の幻獣－未確認生物出現録－」の会期中には、アリエやアマビエなどのフィギュアが販売された。
2020年2月から3月にかけて、新型コロナウイルス感染症に関連して「アマビエのイラストを描く」という行為が広く創作活動の場で注目され、「新型コロナ退散の願いを込めた作品」としてアマビエが様々に創作物で表現される「アマビエチャレンジ」が見られる広がりを見せ、大きなイメージの転換期を迎える事となる（「#新型コロナウイルスとアマビエ」で後述）。
2021年、『疫病退散の妖怪アマビエ』として星雲賞自由部門を受賞した。

### 水木しげる
漫画家・水木しげるは、妖怪図鑑のための一枚絵としてアマビエを描いている。この絵は、『水木しげるの続・妖怪事典』（1984年）のために描かれたもので、その後も『日本妖怪大全』『妖鬼化』など水木による各種妖怪図鑑にも収録されている。水面から半身を出した姿で描かれており、アマビエに腕を描き込んでいるのが特徴である。水木しげるは、西洋では海の生物には全て予知能力があり、海から人魚が予言を告げる伝承も珍しくないことから、アマビエを西洋の人魚に近いものであろうという解釈を著書で述べている。しかし、西洋の人魚の予言の多くは不運の前兆のみである一方で、アマビエは予言のみならず疫病を治すことについても言及している点が、大きく異なるとも述べている。
島根県隠岐郡隠岐の島町の隠岐のアマビエ像は、この妖怪図鑑などにおける水木キャラとしての「アマビエの絵」を立体化した銅像で、隠岐諸島に延長された水木しげるロード（水木しげるの先祖である武良（むら）氏の発祥地である縁から）に2010年、設置された妖怪オブジェの一つである。中村地区（旧・周吉郡中村）の南側の入り口（中村川沿い、島根県道316号中村津戸港線沿い）に設置されている。

水木しげるの漫画作品では『水木しげるの ノストラダムス大予言』（『悪魔くん ノストラダムス大予言』、1996年）で悪魔くんに仕える使徒の一員として登場している。『ゲゲゲの鬼太郎』の原作漫画にアマビエは出演していないが、テレビアニメ第5シリーズ（2007～2009年）に準レギュラーキャラとして登場している（担当声優は池澤春菜。初登場は2007年（平成19年）9月30日フジテレビ放送分の「妖怪アイドル!? アマビエ」）。近いうちに起こる出来事を予知する能力があり、いつも唐突に閃いて予言するが、その内容の大半は対処する間も無いほどすぐに起こる出来事の予言か、どうでもよい出来事の予言で、ほとんどは役に立たない。海の中でひとりぼっちで暮らしていた妖怪であるとキャラクター設定されている。
この水木しげる画のアマビエは、2020年6月に境港市民に配布された「境港市ふるさと応援地域振興券」（商品券）のデザインに採用された。2020年11月に水木しげるゆかりの地・調布市で開催される「ゲゲゲ忌2020」のメインビジュアルでは、水木しげる画のアマビエと『ゲゲゲの鬼太郎』テレビアニメ第5シリーズに登場するアマビエのコラボレーションイラストが据えられている。

### 地獄先生ぬ〜べ〜NEO
漫画『地獄先生ぬ〜べ〜』の続編『地獄先生ぬ〜べ〜NEO』の第36話「アマビエvs. 郷子画伯」にアマビエが登場している。子どもたちに悪さをする恐ろしい姿の妖怪として描かれ、登場人物に退治されるという内容である。
本作品は2010年代の作品であるが、創作での描かれ方などを見る上でアマビエのどのような面が着眼されていたのか（この例では、アマビエが人間に「絵図として描かれたものである」という面）を見ることが出来る。

### 新型コロナウイルスとアマビエ

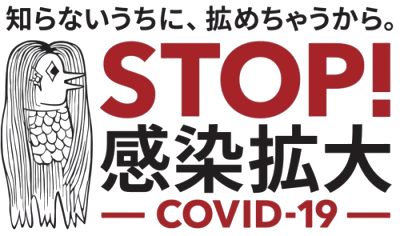
厚生労働省が作成した新型コロナウイルス感染症拡大阻止を呼び掛けるアイコン。アマビエをモチーフにしている。

2020年に入って世界的なパンデミックと化した新型コロナウイルス感染症（COVID-19）により、日本でも防疫対策として北海道や東京都を中心として経済活動の大幅な自粛を余儀なくされる。イベントの休止や学校の休校措置などもで鬱屈した社会情勢にあった同年2月27日、「疫病退散にご利益があるというアマビエの力を借りよう」「コロナウイルス対策としてアマビエのイラストをみんなで描こう」との発想から妖怪掛け軸専門店「大蛇堂」が、アマビエ解説と共にイラストレーション作品をTwitterに投稿。多くのTwitter利用者によってハッシュタグ「アマビエ」「アマビエチャレンジ」「アマビエ祭り」などを付けてアマビエを自己流にアレンジした作品（イラスト、漫画、動画、ぬいぐるみ、あみぐるみ、刺繍、フィギュア、スタンプ、こいのぼり、その他小物など）を多数の作品が投稿される。この動きは3月に入っても大きくなってゆき、5日には著作権フリーのイラスト素材サイト「いらすとや」にも「アマビエ」のイラスト素材が登場した。漫画家のトキワセイイチが漫画『アマビエが来る』をTwitterに投稿したのは6日で、これにも大きな反響があった。原資料であるアマビエの瓦版を所蔵する京都大学附属図書館からは6日に投稿があり、数日のうちに5,000を超える「いいね!」が寄せられた。ソーシャル分析ツール「ForSight（フォーサイト）」でキーワード「アマビエ」を含むツイートを調べると、2月は日に10件程度であったものが、3月1日は162件と微増し、3日になって4,737件と急増、そして、7日には38,646件と爆発的に増えていることが分かる。
アマビコやアマビエを研究に取り上げている長野栄俊は、ウェブサイト『ふーぽ』のコラム（2020年3月11日）で、こうした創作活動を行う人々たちのあいだでのアマビエイラストのブームについて言及しており、2020年3月の流行に際してのアマビエは、元々存在していた「予言」の要素についての言及が人々の間で取り沙汰されている点が全く見られず、より単純な護符としての特徴のみが拡散していると分析している。
2020年4月に緊急事態宣言が発令されて以後は、3月時点に較べて社会全体への自粛要請がさらに進んだが、3月以降アマビエがテレビ番組や新聞といったマスコミでも報道され、一挙に世間に広く知られる「護符」的な存在としてニュースとなった。その結果、これまでみられたソーシャルメディア内での個々人による「創作でのアマビエ」の範囲だけではなく、マスメディアを通じてアマビエを題材にした創作物ブームの存在を知った各地の様々な事業者が「新型コロナウイルスの終息」をうたってアマビエのかたちを模した商品を販売したり、商品のラベルデザインに採用したりするようにもなった（和菓子、洋菓子、パン、酒類、清涼飲料水など）。また、4月7日からは厚生労働省が新型コロナウイルス感染症のWeb向け対策啓発の広報アイコンとしてアマビエのイラストを用い始めた。このイラストは、2020年6月19日から厚生労働省が配信を開始した「COCOA」の起動画面にも全く同じものが用いられている。2020年5月2日からは、大阪市のヘソプロダクションが「アマビエ疫病退散プロジェクト」と題した企画商品の販売、2020年のこいのぼりシーズンには、静岡県沼津市のオフィスグルーが運営するオリジナルこいのぼり製作チーム「ミセスミシン」がアマビエ型のこいのぼり「アマビエのぼり」を製作している。
2020年5月19日には、漫画家やクリエイターらが制作したアマビエをモチーフとした作品を掲載した書籍『みんなのアマビエ』（ISBN 978-4-594-08513-1）が扶桑社から発売された。
劇場公演中止などから芸能関係でも上記のような注目のあがったアマビエを新作の素材として用いる例がみられ、アマビエを題材に用いて物語を仕立てた人形浄瑠璃や新作能、『三番叟』見立ての舞踊なども制作されている。
交通機関でもアマビエを掲出して病魔退散を祈願する動きがあり、能勢電鉄や関東鉄道がアマビエをヘッドマークに施した車両を運行した他、日本航空が整備士らの企画で同年9月3日からボーイング767-300ER型機（登録記号JA613J）の機体下部にアマビエのイラストを施した特別塗装機「JALアマビエJET」を運航している。
アマビエを題材にした楽曲として「AMABIEの歌」、「疫病退散ソング」が作られた。
2020年の「新語・流行語大賞」にてTOP10入りを果たしている。

## 信仰とアマビエ
2020年4月頃から、護符やご朱印の印判にアマビエを用い始める仏教寺院や神社も日本各地で見られるようになった。いずれも新型コロナウイルスの流行以後、自粛期間中や緊急事態宣言後に「疫病退散」の祈願のためとして用いられ始めており、「疫病よけの効果があるとされている妖怪」や「疫病よけの妖怪」などと称されていることからも、2020年2月以降に創作活動として拡大をした「護符」的な存在としてのアマビエのブームやそれに関連する報道を受けて採用された例であるといえる。
同じく4月頃から、「新型コロナウイルス感染拡大の終息」や「再起・復帰」などの想いを込めた図柄としてだるまをアマビエ型にしたものが各地のだるま生産者たちによって製作されるようにもなった。
設置場所などの面から信仰との差分は不明瞭ではあるが2020年4月頃から、「コロナ終息」の願いをこめた創作活動の一環として公共施設・商業施設などにアマビエの創作物（いずれも、主にチェーンソーアーティストたちによる木像彫刻作品）が設置されることも行われている。なかには完成した木像作品が寺社に寄贈され、境内に設置される例などもみられる。

## 商標の出願
2020年6月15日、広告代理店の電通など複数の会社が「アマビエ」の文字商標の出願を行っていたことが判明。電通は同年7月6日にトラブルを防ぐため出願を取り下げた。他社の出願については、同年9月までに登録を拒絶されている。